# Calytrix inopinata
Calytrix inopinata är en myrtenväxtart som beskrevs av Lyndley Alan Craven. Calytrix inopinata ingår i släktet Calytrix och familjen myrtenväxter.
Artens utbredningsområde är Northern Territory, Australien. Inga underarter finns listade i Catalogue of Life.